# 戴秀英
戴秀英（1954年9月—），回族，河北人，北京医学院医疗系毕业，医学心理学教授，主任医师，享受国务院政府特殊津贴。中国农工民主党党员，曾任农工民主党中央常委、宁夏区委主任委员，自治区人大常委会委员，宁夏医科大学副校长等职；还是第十至第十三届全国政协委员。

## 经历
1958年，宁夏回族自治区成立，年幼的戴秀英跟随支援边疆建设的父母，举家迁往宁夏。1972年，获推荐，进入北京医学院（今北京大学医学部）医疗系学习。1976年，毕业后，回到宁夏从事临床与医学教育工作；曾任宁夏医学院附属医院副院长、宁夏医科大学副校长等职。
戴秀英加入中国农工民主党后，担任过农工党中央委员、宁夏回族自治区委副主委。自1998年起，曾连续担任了宁夏回族自治区第八、九、十、十一届人民代表大会常务委员会委员。2012年，中国农工民主党宁夏回族自治区委员会换届，戴秀英当选第六届委员会主任委员；2017年，连任第七届委员会主任委员。她还是第十、十一、十二、十三届全国政协委员。

## 学术成就
戴秀英从事医学临床、教学、科研研究30余年。主编《现代领导干部心理健康导读》、《儿童不良习惯及行为矫正》、《现代大学生心理健康指导》、《中学生心理健康》、《农民家中的医生》等专著14部，在国内外发表论文80余篇，其中SCI收录7篇，获省部级科学技术进步奖8项。1998年起，享受国务院政府特殊津贴，是国家级医学心理学科带头人。
还曾荣获“全国建设小康社会做出突出贡献先进个人”、“中国心理卫生协会先进个人”、“中国农工民主党中央抗震救灾优秀党员”、“全国少关委先进个人”等荣誉称号。